# کلمیم السماره
کلمیم السماره (به عربی: كلميم السمارة) یکی از مناطق مراکش بود که در شرق این کشور قرار داشت. این استان ۱۲۲٬۸۲۵ کیلومتر مساحت داشت و جمعیت آن در سال ۲۰۰۴ برابر با ۴۶۲٬۴۱۰ نفر بوده است. مرکز منطقه شهر کلمیم بود.